# Модар
Модар — сёок (род) койбалов, этнографической группы хакасского народа.
В русских документах сёок Модар упоминался как Таражаков род, от фамилии Таражаковых. Модары кочевали по реке Упсе, или Тубе, правому притоку Енисея. Среди камасинцев также зафиксирован сёок Модар (по русским документам — Татаров род), который жил по берегам реки Кан.
Существует предположение, что этноним произошёл от названия реки Модар (Мадар), левого притока реки Гутары в Восточном Саяне, где кочевали камасинцы.
У бельтыров, другого субэтноса хакасов, название «модары» относилось ко всей этнографической группе койбалов. В монгольских документах XVIII века вместо термина койбал употреблялось выражение «хонгорские модоры».
После угона населения Хакасии в 1703 году часть «хонгорских модоров» оказалась в составе южных алтайцев. Из того факта, что алтайцы словосочетанием «модор сёс» (модарская речь) обозначали скороговорки, делается вывод, что для них язык модаров был малопонятен. Напротив, хакасы правобережья Абакана называют правильную, литературную речь словосочетанием «модар тилi» — модарский язык. Поэтому считается, что во время формирования хакасского этноса модары являлись тюркоязычными, и их речь соответствовала нормам хакасского литературного языка, сложившегося на базе сагайского и качинского диалектов.